# Bann, Kaiserslautern
Bann là một đô thị ở huyện Kaiserslautern, bang Rheinland-Pfalz, phía tây nước Đức. Đô thị Bann, Kaiserslautern có diện tích 12,95 km². Bann nằm ở Thung lũng Steinalb, rừng Pfaelzer Wald nằm ở phía đông.